# Qualitätsmanagement im Projektmanagement
Im Rahmen des Projektmanagements werden eigene Verfahren des Qualitätsmanagements eingesetzt, um eine Organisation der Qualität der Projekte zu ermöglichen.

## Standards

### ISO 10006
Projekte werden nach ISO 10006 als einmalige Abläufe von bestimmter Dauer verstanden, im Gegensatz zu den im normalen Qualitätsmanagement behandelten Prozessen von unbestimmter Dauer, wie z. B. Managementprozesse, oder sich ständig wiederholenden Prozessen wie z. B. bei der Massenproduktion. Die Forderungen der ISO 10006 entsprechen weitgehend den Forderungen der EN ISO 9001.
Dienstleistungen können sowohl als Routineprozesse innerhalb der Firma (EN ISO 9001), als auch als einmalige Projekte (ISO 10006) aufgefasst werden.

### CMMI
Für die Entwicklung von Produkten bietet das Capability Maturity Model Integration (CMMI) ein detailliertes Prozessmodell. Insbesondere geht CMMI im Detail auf die Projektmanagement-, Engineering-, Unterstützungs- und Prozessverbesserungs-Prozesse von Entwicklungsorganisationen ein. CMMI ist jedoch nur in zweiter Linie ein Prüfmodell. Primär soll CMMI eine konkrete Unterstützung bei der Prozessverbesserung bieten – deshalb werden zu jedem Prüfpunkt "Best Practices" und Umsetzungsbeispiele gegeben. Gerade diese doppelte Verwendbarkeit von CMMI als Prüfmodell und als Verbesserungsmodell macht es zu einem sehr wirkungsvollen Werkzeug. CMMI ist zu EN ISO 9001 kompatibel bzw. eine für die Produktentwicklung spezifische und detaillierte Ausformulierung.

## Projektmanagementmethoden

### PRINCE2
Der Zweck des Themas Qualität als eines der sieben Themen in PRINCE2 ist „die Definition und anschließende Umsetzung der Mittel, mit denen für das Projekt überprüft wird, ob die Produkte für den angestrebten Zweck geeignet sind. Das Thema Qualität beschreibt, wie sichergestellt wird, dass das Projektprodukt die geschäftlichen Erwartungen erfüllt und die Realisierung des erwünschten Nutzens ermöglicht.“ PRINCE2 definiert dabei Anforderungen an das Thema Qualität, bietet eine Anleitung für effektives Qualitätsmanagement und empfiehlt eine entsprechende Qualitätsprüfungstechnik.

### PMBOK Guide
Gemäß dem PMBOK Guide des Project Management Institute ist Qualitätsmanagement eines der neun Wissensgebiete des Projektmanagements.
Während die Bezeichnung der QM-Prozesse gleich oder ähnlich lautend wie der des allgemeinen Qualitätsmanagements ist, ist die Zielrichtung in Projekten eine etwas andere. Qualitätsmanagement im Projekt hat zwei Zielrichtungen: Eine hohe Projektqualität (Verlässlichkeit der Projektprozesse) und auch eine hohe Produktqualität (also im Hinblick auf das Projektergebnis). Projekte kennzeichnen sich unter anderem durch ihre zeitlich begrenzte und von der Aufgabe einmalige Aufgabenstellung. Hieraus resultiert die Notwendigkeit, für jedes Projekt individuell und einmalig zu bestimmen, welche QM-Maßnahmen vorzunehmen sind. Daher werden im PMBOK Guide drei Hauptprozesse definiert:
- Planung von Qualität: Bestimmung, welche Qualitätsziele für das Projekt notwendig sind und Sicherstellung, wie und dass diese Ziele gemessen werden können (analytische QS). Zusätzlich die Festlegung von Maßnahmen, die präventiv für eine bessere Qualität sorgen (konstruktive QS).
- Sicherung von Qualität: Mit der analytischen QS findet eine ständige Messung der Projektqualität (anhand der in der Planung festgelegten Messgrößen) statt. Durch konstruktive QS-Maßnahmen wird die Qualität gesteigert.
- Steuerung von Qualität: Beschäftigung mit der "Dosierung" der Qualitätssicherung (z. B. Ressourcenbereitstellung) auf Basis von Qualitätsmessungen.